# Hans Lodermeier
Hans Lodermeier (* 29. April 1913 in Irl; † 10. Mai 2000) war ein deutscher Motorradrennfahrer.

## Werdegang
Hans Lodermeier wurde 1913 als Sohn eines Brennereiverwalters in Irl bei Regensburg geboren und erlernte den Beruf des Kraftfahrzeugmechanikers. Seine ersten Rennerfahrungen sammelte er als 17-Jähriger auf einer 200-cm³-Zündapp bei Gras- und Sandbahnrennen. In der Folge konnte er auf Victoria bei Rennen in Straubing, Plattling, Kotzenau, Daglfing oder Herxheim beachtliche Erfolge einfahren.
Im Frühjahr 1937 nahm Lodermeier an der Reichsmotorsportschule in Döberitz an einem Lehrgang teil und bewährte sich dabei so gut, dass er kurze Zeit später dort selbst als Ausbilder fungierte. In dieser Zeit nahm er beim Rennen Durch Schlesiens Berge erstmals an einer Geländesportveranstaltung teil und gewann bei der Dreitagefahrt in Belgien und bei der Deutschen Mittelgebirgsfahrt seine ersten Goldmedaillen im Gelände. Bei bedeutenden internationalen Wettbewerben trat Lodermeier zum ersten Mal am Schlusstag der Internationale Sechstagefahrt 1938 in Erscheinung, als er bei der Geschicklichkeitsprüfung auf der Rennstrecke von Donington Park auf einer serienmäßigen 500-cm³-BMW-Sportmachine den zweiten Platz belegte. Den Wettkampf schloss er mit dem Gewinn der Silbermedaille ab.

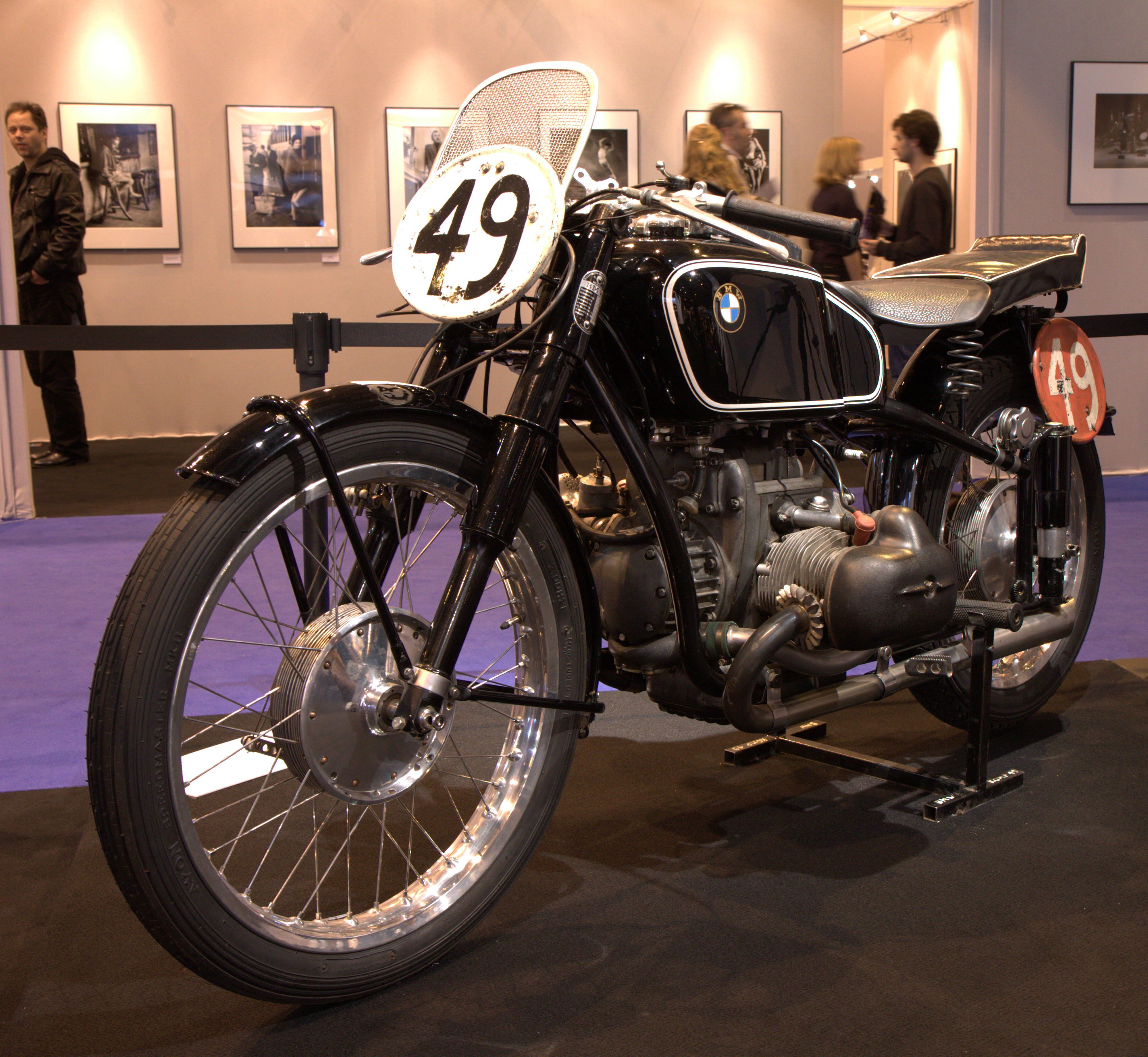
BMW 500 Kompressor

Nach dem tödlichen Unfall Karl Galls bei der Isle of Man TT und dem Wechsel Schorsch Meiers ins Automobilrennteam der Auto Union AG im ersten Halbjahr 1939 sah sich BMW gezwungen, kurzfristig sein Werksteam neu zu besetzen. So wurde Lodermeier zu einer Nachwuchsfahrerprüfung der Münchner auf den Hockenheimring eingeladen. Er bestand und wurde mit vier weiteren Fahrern zur Abschlussprüfung auf den für ihn völlig unbekannten Nürburgring eingeladen. Neben der unbekannten Strecke war auch die Maschine eine Herausforderung: gefahren wurde mit der kompressorgeladenen 500-cm³-Rennmaschine. Nach kurzer Eingewöhnung absolvierte Lodermeier eine Runde mit 114 km/h Durchschnittsgeschwindigkeit – nur 3 km/h langsamer als die schnellste Rennrunde des Siegers Karl Gall beim Eifelrennen des Vorjahrs. Daraufhin berief ihn Direktor Schleicher ins Team. Seinen ersten Renneinsatz in einem Straßenrennen hatte Lodermeier kurz darauf beim Preis von Nürnberg, wo er Klassensieger und Tagesschnellster wurde. Wenig später fuhr er bei der Ostmärkischen Voralpenfahrt und bei der Deutschen Alpenfahrt zwei weitere Goldmedaillen im Gelände ein.
Am 13. August 1939 beim Großen Preis von Deutschland auf dem Sachsenring, der zur Motorrad-Europameisterschaft 1939 zählte, bestritt Lodermeier sein erstes großes Straßenrennen. Er bildete zusammen mit Schorsch Meier, Wiggerl Kraus, Kurt Mansfeld, Karl Rührschneck und Jock West das BMW-Werksteam. Vor über 300.000 Zuschauern wurde der Halbliterlauf über 40 Runden und knapp 350 km ausgetragen und war von zahlreichen Ausfällen geprägt. Lodermeier errang hinter dem Sieger Dorino Serafini aus Italien (Gilera) und seinem Teamkollegen Karl Rührschneck den beachtlichen dritten Platz.
Vom 21. bis zum 26. August 1939 startete Lodermeier bei der 21. Internationalen Sechstagefahrt, die in Salzburg sowie den umgebenden Alpen, Oberösterreich, Ober- und Niederbayern und dem Böhmerwald ausgetragen wurde. Zusammen mit Josef Forstner und Fritz Linhardt gewann er auf BMW R 51 die Silbervase.
Im April 1940 wurde Lodermeier, der Mitglied des NSKK im Rang eines Truppführers war, von NSKK-Korpsführer Adolf Hühnlein das Silberne Motorsportabzeichen verliehen. Am 1. September 1940 trat er bei einem Rennen in Kronstadt an. Danach verhinderte der Zweite Weltkrieg die Fortsetzung seiner Rennkarriere.
Hans Lodermeier starb im Jahr 2000 im Alter von 87 Jahren.